# Open Apron

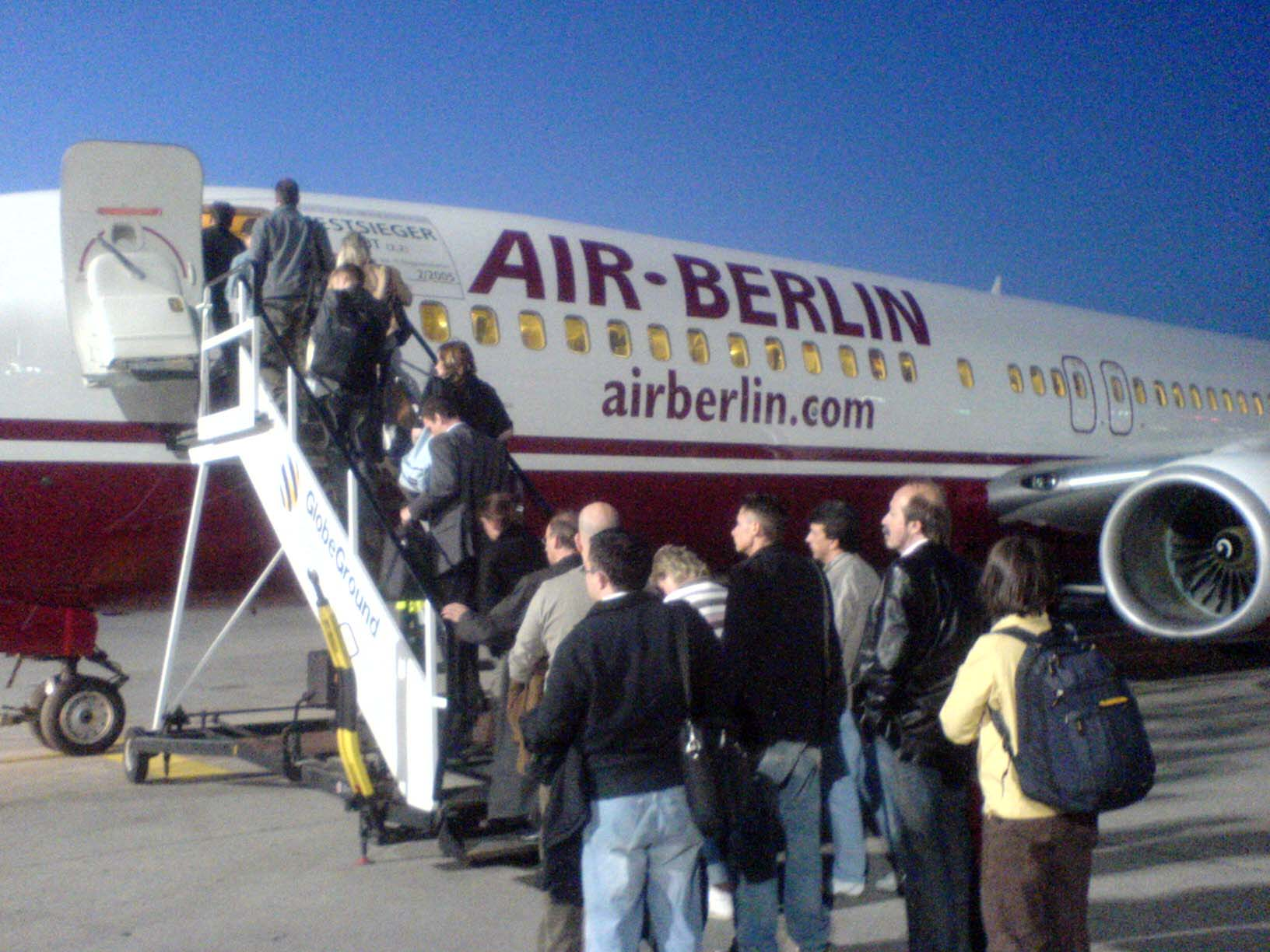
Passagiere beim Open Apron Einstieg

Open Apron (offenes Flug(vor)feld) bezeichnet eine Boardingvariante im Flugverkehr.

## Vorgang
Bereits beim Bau von Flughafenterminals  wurde von der Architektur eine bestimmte Gebäudekonfiguration gewählt, die einen Einstieg in die Maschinen über das Flugvorfeld vorsehen. Es ist das einfachste und älteste System der Flugzeugabfertigung, bei dem die ankommenden und abfliegenden Flugzeuge direkt am Terminal parken.